# James Cavendish (1701-1741)
Colonel Lord James Cavendish (né en 1701 - décédé en 1741) est un soldat britannique, un noble et un homme politique. 

## Biographie
Il est le troisième fils de William Cavendish (2e duc de Devonshire) et de Rachel Russell. 
Le 1er novembre 1738, il est nommé colonel du 34e régiment de fantassins. Il dirige le régiment pendant la guerre de Jenkins et assista à plusieurs combats, dont le siège de Carthagène et l'attaque contre Cuba. Il est élu en mai 1741 en tant que député de Malton, alors qu'il se trouve en Jamaïque entre les deux engagements susmentionnés, mais il est décédé en novembre, vraisemblablement atteint d'une maladie tropicale. 